# Ricinocarpos gloria-medii
Ricinocarpos gloria-medii är en törelväxtart som beskrevs av James Hamlyn Willis. Ricinocarpos gloria-medii ingår i släktet Ricinocarpos och familjen törelväxter. Inga underarter finns listade i Catalogue of Life.